# ريكاردو سيرانو
ريكاردو سيرانو (بالإسبانية: Ricardo Serrano González)‏ هو دراج إسباني، ولد في 4 أغسطس 1978 في بلد الوليد في إسبانيا.

## وصلات خارجية
- ريكاردو سيرانو على موقع الاتحاد الدولي للدراجات (الإنجليزية)
- ريكاردو سيرانو على موقع أرشيف الدراجات (الإنجليزية)
- ريكاردو سيرانو على موقع إحصائيات الدراجات الإحترافية (الإنجليزية)
- ريكاردو سيرانو على موقع نسبة الدراجات (الإنجليزية)